# Ceuthonectes rouchi
Ceuthonectes rouchi là một loài động vật giáp xác thuộc họ Canthocamptidae. Chúng là loài đặc hữu của Slovenia.